# Ilia Peikov
Ilia Peikov (in bulgaro Илия Пейков?, Ilija Pejkov; Sofia, 1º aprile 1911 – Roma, 7 aprile 1988) è stato un pittore bulgaro naturalizzato italiano.
Si trasferì in Italia nel 1943 come assistente del fratello maggiore, lo scultore Assen Peikov, autore - nel 1960 - della statua bronzea di Leonardo da Vinci all'aeroporto di Fiumicino.
Nel secondo dopoguerra, intrapresa l'attività pittorica, condivise col fratello lo studio in quella via Margutta che per tutti gli anni sessanta e '70 sarebbe stata al centro di una vivace scena artistica e culturale romana. Il soggetto preponderante delle sue opere fu l'universo. Nel 1980, per i suoi meriti artistici, verrà insignito della medaglia d'oro di San Cirillo e Metodio, una delle più alte onorificenze bulgare.
A Roma gli è stata dedicata una piazza situata nel quartiere di Osteria del Curato.